# فرانك مونرو أبتون
فرانك مونرو أبتون (بالإنجليزية: Frank Monroe Upton)‏ هو عسكري أمريكي، ولد في 29 أبريل 1896 في كولورادو في الولايات المتحدة، وتوفي في 25 يونيو 1962.